# Amyloflagellula
Amyloflagellula là một chi của nấm thuộc Marasmiaceae.

## Các loài
- A. inflata Agerer & Boidin 1981
- A. pseudoarachnoidea (Dennis) Singer 1966
- A. pulchra (Berk. & Broome) Singer 1966
- A. verrucosa Agerer & Boidin 1981